# European Central Railway Company
Die European Central Railway Company Limited, abgekürzt ECR, war eine Bahngesellschaft mit Firmensitz in London, welche die Aufgabe hatte, Eisenbahnstrecken im Kanton Tessin zu bauen, die als Zufahrt zu einer alpenquerende Strecke – entweder über den Lukmanier- oder den Gotthardpass, dienen sollten. Die Führung der Gesellschaft verfolgte aber vor allem spekulative Ziele und war weniger am Bahnbau interessiert. Nachdem die Gesellschaft 1870 zahlungsunfähig wurde, musste sie liquidiert werden. Die Bahnstrecken im Tessin wurden später von der Gotthardbahn gebaut.
In offiziellen Dokumenten wird die Gesellschaft in Deutsch Limitierte europäische Centralbahngesellschaft oder Zentraleuropäische Eisenbahngesellschaft genannt, in Italienisch Società della ferrovia Centrale-Europea und in Französische Sprache Compagnie du Chemin de fer central européen.

## Geschichte

### Konzession
Am 12. Juni 1863 erhielten Investoren um den englischen Bankier Robert George Sillar von der Tessiner Regierung die Konzession für den Bau und Betrieb der Eisenbahnstrecke von Chiasso über Bellinzona nach Biasca und einer Stichbahn von Bellinzona nach Locarno. Die Konzession verlangte, dass die Bauarbeiten spätestens sechs Monate nach der Erteilung der Konzession aufzunehmen seien. Sämtliche Strecken wären innert drei Jahren nach Baubeginn fertigzustellen, einzig für den Abschnitt Bellinzona–Lugano wurden fünf Jahre einberaumt. Sillar erhielt die Konzession, weil sie noch keinen Vorentscheid für die Fortsetzung Richtung Norden fällte, die sowohl Richtung Gotthardpass als auch Richtung Lukmanierpass geführt hätte werden können. Allerdings enthielt die Konzession auch den Auftrag, binnen zwei Jahren einen Vorschlag für eine Alpenquerung vorzulegen.
Die Konzession der Investoren um Robert Sillar wurde am 12. Oktober 1864 offiziell an die European Central Railway Company übertragen. Nachdem der Baufortschritt an den Bahnstrecken ungenügend war und es nicht mehr möglich war, die in der Konzession vorgegebenen Termine für die Fertigstellung der Strecken einzuhalten, erklärte die Bundesversammlung die Konzession am 21. Dezember 1866 als erloschen.

### Bahnbau
Bereits einen Monat nachdem die Konzession erteilt worden war, stand fest, dass die Gesellschaft kein Interesse hatte, die Bahn selber zu bauen, denn sie versuchte die Konzession mit Gewinn an den Pariser Bauunternehmer Lorenz Ludwig Mouton zu verkaufen. Der Bauunternehmer bewarb sich zuvor um Konzession der gleichen Eisenbahnstrecken wie Sillar. Damit die Konzession wegen nicht erfolgter Bauaufnahme nicht verfallen sollte, wurde mit dem Bau am 20. Januar 1864 begonnen. Zu diesem Zwecke gründeten Bankiers aus dem Kreise von Sillar die European Central Railway Company mit dem britischen Politiker William Henry Sykes an der Spitze. Die Bauarbeiten wurden an die Unternehmer Villa und Pietro Genazzini vergeben. Villa sollte die Baulose von der Verzasca bis zur Moesa und von Cresciano bis Biasca bauen, die zusammen 24 km lang waren, Pietro Genazzini sollte die 32 km lange Strecke von Paradiso bis Bellinzona bauen. Der Unterbau für die Strecke vom Seedamm von Melide bis nach Chiasso wurde an Bolla aus Chiasso vergeben. Das technische Büro der European Central Railway kümmert sich selbst um den Grunderwerb und den Oberbau der Bahnstrecken. Dessen Vorsitzender war Howard Ashton Holden, der einzige Bauunternehmer unter den Konzessionären.

### Finanzen
Die European Central Railway Company hatte ein Kapital von 700 000 Pfund Sterling in Form von Aktien aufgenommen, die in Stückelungen von 40 Pfund Sterling oder 1000 Schweizer Franken ausgegeben worden waren, was darauf hindeutet, dass man auf Schweizerische und französische Investoren hoffte. Das Aktienkapital hätte im Februar 2020 ungefähr eine Kaufkraft von 106 Mio. Euro entsprochen, wobei aber nur etwa 20 % des Aktienkapitals einbezahlt worden war, weil die Investoren hofften, die Bahn weiter verkaufen zu können.
Die Gesellschaft kam nach dem Schwarzen Freitag von 1866 in finanzielle Schwierigkeiten und wurde 1868 zahlungsunfähig. Am 20. Januar wurde in London vom Court of Chancery die Zwangsiquidation der Gesellschaft verordnet. Bei der Liquidation hatten die Aktien noch einen Wert von 7 Pfund.

### Erhaltene Bauwerke
Die geplanten Eisenbahnstrecken wurden durch die Gotthardbahn gebaut.
Von der European Central Railway sind südlich von Lugano beim Capo San Martino⊙ zwei Tunnel und ein Stück Bahnkörper erhalten geblieben. Der nördlichere Cusarone-Tunnel führte von Paradiso unter dem Fuss des Monte San Salvatore und der Hauptstrasse 2 hindurch, dann folgt ein kurzer offener Abschnitt, an den sich der San-Martino-Tunnel unter dem gleichnamigen Felsvorsprung am Luganersee anschliesst. Die lange in Vergessenheit geratenen Tunnel sollen in Zukunft dem Radweg entlang des Luganersees dienen.